# Charles d'Avaugour du Bois
Charles d'Avaugour du Bois, né en 1600 et mort le 6 décembre 1657 à Kiel, est un diplomate et ambassadeur français.

## Biographie
Charles de Bretagne du Bois d'Avaugour est le fils naturel et légitimé de Claude Ier d'Avaugour, comte de Vertus et baron d'Avaugour, et d'Anne de Lureau.
Il entre aux services de la France en tant que diplomate en 1629 quand le cardinal de Richelieu l'a envoyé en Suède qui est alors un allié de la France. Il joue le rôle d'attaché militaire auprès du roi de Suède Gustave II Adolphe dans ses expéditions en Allemagne. Il a notamment été résident de France à Dantzig.
Le roi de France Louis XIII s'est allié avec le roi de Suède Gustave II Adolphe par le traité de Barwald, signé le 23 janvier 1631, sans intervenir militairement dans la guerre de Trente Ans. En 1635, le roi de France entre militairement dans la guerre de Trente Ans, allié aux princes protestants, contre les Habsbourg, l'empereur du Saint-Empire romain germanique et le roi d'Espagne. Il déclare la guerre au roi d'Espagne le 19 mai 1635. Avant d'entrer en guerre, la France s'est liée avec les États généraux des Provinces-Unies par le traité de Paris, signé le 8 février 1635. Le chancelier Axel Oxenstierna, principal ministre de Suède pendant la minorité de la reine Christine de Suède, avait rencontré Richelieu en France le 26 avril 1635 Avaugour fait partie de la mission de Claude de Mesmes, comte d’Avaux, chargée d'assurer la paix entre la Suède et la Pologne. D'Avaux est remplacé par Claude des Salles, baron de Rorté, en juin 1635. Le traité de Stuhmsdorf, signé le 12 septembre 1635, prolonge de 26 ans la trêve conclue en 1629 entre les belligérants. Avaugour a reçu en 1636 l'instruction de chercher à obtenir du roi de Pologne Ladislas IV Vasa d'attaquer les États de l'empereur et de reprendre la Silésie, ancienne province polonaise. Il écrit en 1637 à Chavigny que le chancelier Axel Oxenstierna n'était pas bien disposé vis-à-vis de la France. Il est revenu ensuite en France.
En 1639, sergent major de Rouen, il prend part à l'expédition contre les rebelles de Normandie appelés Nu-Pieds. Le baron d'Avaugour a su « gagner des Rouennais par la sagesse et la fermeté de sa conduite ».
Après la fin des troubles en Normandie, il est retourné à Dantzig comme résident de France. Le cardinal Mazarin lui écrit en 1643. Entre 1643 et la signature des traités de Westphalie, c'est-à-dire pendant la guerre de Trente Ans, il est le représentant officiel de Louis XIV auprès des Forces armées suédoises et est élevé au rang de colonel de cavalerie. En 1644, il suit les opérations du général suédois Lennart Torstenson à travers l'Allemagne. Mazarin écrit à Turenne le 12 janvier 1649 : « Comme le sieur d'Avaugour est dans l'armée de Suède, et qu'il est fort zélé et fort intelligent, il exécutera fort bien tout ce que vous lui manderez ». Il est chargé, avec deux autres diplomates, MM. de la Court et de Vautorte, de l'exécution de la paix de Westphalie. En 1650, il est à Nuremberg pour l'exécution du traité de Westphalie.
En mars 1654, après l'annonce par la reine Christine de Suède d'abdiquer au profit de son neveu Charles X Gustave, il est nommé ambassadeur français à Stockholm en replacement de Pierre Chanut nommé en Hollande. Il conseille Charles X Gustave au cours de la première guerre du Nord contre la Pologne-Lituanie pour les intérêts du royaume de France. Il a quitté Stockholm en août 1655 avec le chancelier Erik Oxenstierna. Il débarque à Dantzig et suit le roi dans toutes ses campagnes. Le 17 mars 1656, il reçoit des instructions pour travailler de concert avec Antoine de Lumbres. En 1657, il accomplit une mission auprès de l'électeur de Brandebourg puis rejoint l'armée suédoise en Poméranie. Il suit le roi de Suède à Dantzig et à la frontière de Holstein. Mazarin lui demande d'intervenir auprès du roi de Suède pour le modérer dans ses conquêtes mais celui-ci, grisé par sa réussite en Pologne ne l'écoute pas avant qu'il se trouve aussi face aux troupes de l'empereur Léopold Ier, du roi de Danemark Frédéric III et du tsar Alexis Romanov.
Il tombe gravement malade le 27 août 1657 en arrivant à Lübeck. Il meurt quelques jours plus tard, avant d'avoir pu rejoindre le roi à Kiel. Son corps est ramené en France par l'aumônier de l'ambassade. Il a été inhumé dans le caveau de sa famille, dans la chapelle de Rouallan, à Mauves-sur-Loire.